# Bretagne Classic 2017
De 81e editie van de Bretagne Classic - Ouest-France voor mannen werd verreden op zondag 27 augustus 2016. De start- en aankomstplaats lagen in Plouay. De zege in deze eendagskoers ging naar Elia Viviani.

## Deelnemende ploegen
| 18 UCI World Tour-ploegen | 18 UCI World Tour-ploegen | 18 UCI World Tour-ploegen | 7 wildcards                   |
| ------------------------- | ------------------------- | ------------------------- | ----------------------------- |
| AG2R La Mondiale          | Dimension Data            | Orica-Scott               | Bardiani CSF                  |
| Astana                    | FDJ                       | Quick-Step Floors         | Cofidis                       |
| Bahrein-Merida PCT        | Katjoesja Alpecin         | Sky                       | Delko Marseille Provence KTM  |
| BMC Racing Team           | LottoNL-Jumbo             | Sunweb                    | Direct Énergie                |
| BORA-hansgrohe            | Lotto Soudal              | Trek-Segafredo            | Fortuneo-Oscaro               |
| Cannondale-Drapac         | Movistar                  | UAE Team Emirates         | Wanty-Groupe Gobert           |
|                           |                           |                           | Wilier Triestina-Selle Italia |
|                           |                           |                           |                               |

## Uitslag
| Plouay – Plouay (239,7 km) |                      |                               |          |
| Plaats                     | Naam                 | Ploeg                         | Tijd     |
| Winnaar                    | Elia Viviani         | Team Sky                      | 5u51'39" |
| 2                          | Alexander Kristoff   | Team Katjoesja Alpecin        | z.t.     |
| 3                          | Sonny Colbrelli      | Bahrein-Merida                | z.t.     |
| 4                          | Sep Vanmarcke        | Cannondale-Drapac             | z.t.     |
| 5                          | Michael Matthews     | Team Sunweb                   | z.t.     |
| 6                          | Ruben Guerreiro      | Trek-Segafredo                | z.t.     |
| 7                          | Edvald Boasson Hagen | Team Dimension Data           | z.t.     |
| 8                          | Nacer Bouhanni       | Cofidis                       | z.t.     |
| 9                          | Simone Consonni      | UAE Team Emirates             | z.t.     |
| 10                         | Greg Van Avermaet    | BMC Racing Team               | z.t.     |
| 11                         | Lukas Pöstlberger    | BORA-hansgrohe                | z.t.     |
| 12                         | Enrico Battaglin     | Team LottoNL-Jumbo            | z.t.     |
| 13                         | Valerio Conti        | UAE Team Emirates             | z.t.     |
| 14                         | Kristian Sbaragli    | Team Dimension Data           | z.t.     |
| 15                         | Luka Mezgec          | Orica-Scott                   | z.t.     |
| 16                         | Carlos Barbero       | Movistar Team                 | z.t.     |
| 17                         | Kiel Reijnen         | Trek-Segafredo                | z.t.     |
| 18                         | Anthony Delaplace    | Fortuneo-Oscaro               | z.t.     |
| 19                         | Matteo Busato        | Wilier Triestina-Selle Italia | z.t.     |
| 20                         | Lilian Calmejane     | Direct Énergie                | z.t.     |
|                            |                      |                               |          |
| 40                         | Dylan van Baarle     | Cannondale-Drapac             | z.t.     |

Bretagne Classic: 1931 · 1932 · 1933 · 1934 · 1935 · 1936 · 1937 · 1938 · 1939 - 1944 · 1945 · 1946 · 1947 · 1948 · 1949 · 1950 · 1951 · 1952 · 1953 · 1954 · 1955 · 1956 · 1957 · 1958 · 1959 · 1960 · 1961 · 1962 · 1963 · 1964 · 1965 · 1966 · 1967 · 1968 · 1969 · 1970 · 1971 · 1972 · 1973 · 1974 · 1975 · 1976 · 1977 · 1978 · 1979 · 1980 · 1981 · 1982 · 1983 · 1984 · 1985 · 1986 · 1987 · 1988 · 1989 · 1990 · 1991 · 1992 · 1993 · 1994 · 1995 · 1996 · 1997 · 1998 · 1999 · 2000 · 2001 · 2002 · 2003 · 2004 · 2005 · 2006 · 2007 · 2008 · 2009 · 2010 · 2011 · 2012 · 2013 · 2014 · 2015 · 2016 · 2017 · 2018 · 2019 · 2020 · 2021 · 2022 · 2023 · 2024
Classic Lorient Agglomération: 1999 · 2000 · 2001 · 2002 · 2003 · 2004 · 2005 · 2006 · 2007 · 2008 · 2009 · 2010 · 2011 · 2012 · 2013 · 2014 · 2015 · 2016 · 2017 · 2018 · 2019 · 2020 · 2021 · 2022 · 2023 · 2024
 Tour Down Under ·
 Great Ocean Road Race ·
 Abu Dhabi Tour ·
 Omloop Het Nieuwsblad ·
 Strade Bianche ·
 Parijs-Nice · 
 Tirreno-Adriatico · 
 Milaan-San Remo ·
 Ronde van Catalonië ·
 Dwars door Vlaanderen ·
 E3 Harelbeke ·
 Gent-Wevelgem ·
 Ronde van Vlaanderen ·
 Ronde van Baskenland ·
 Parijs-Roubaix ·
 Amstel Gold Race ·
 Waalse Pijl ·
 Luik-Bastenaken-Luik ·
 Ronde van Romandië ·
 Rund um den Finanzplatz Eschborn-Frankfurt ·
 Ronde van Italië ·
 Ronde van Californië ·
 Critérium du Dauphiné ·
 Ronde van Zwitserland ·
 Ronde van Frankrijk ·
 Clásica San Sebastián ·
 Ronde van Polen ·
 RideLondon Classic ·
  BinckBank Tour ·
 Ronde van Spanje ·
 EuroEyes Cyclassics ·
 Bretagne Classic ·
 GP van Quebec ·
 GP van Montreal ·
 Ronde van Lombardije ·
 Ronde van Turkije ·
 Ronde van Guangxi
 Strade Bianche ·
 Ronde van Drenthe ·
 Trofeo Alfredo Binda-Comune di Cittiglio ·
 Gent-Wevelgem ·
 Ronde van Vlaanderen ·
 Amstel Gold Race ·
 Waalse Pijl ·
 Luik-Bastenaken-Luik ·
 Ronde van Chongming ·
 Ronde van Californië ·
 The Women's Tour ·
 Ronde van Italië voor vrouwen ·
 La Course by Le Tour de France ·
 RideLondon Classic ·
 Open de Suède Vårgårda ·
 Ronde van Noorwegen ·
 GP de Plouay ·
 Boels Rental Ladies Tour ·
 La Madrid Challenge by La Vuelta